# 負君千行淚
《負君千行淚》（英語：Negative line of tears）為2002年三立台灣台八點檔連續劇。自2002年1月29日起，於2002年6月19日結束，共102集。

## 故事大綱
改編自廖輝英的同名原著小說，描述一個男人與三個女人之間的糾葛愛情故事。以日治時代為背景，描寫牛販甘祿松一生窮苦，省吃儉用栽培大兒子甘天龍成為小鎮上受人景仰的西醫。當天龍終於一遂父親心願，在小鎮開了診所，娶江惜為妻，並逐步安頓弟妹們的學業和家業後，天龍回首半生，不禁湧上一種孤單寂寞。他深深渴望一份熱烈的愛，但他潛藏的盼望卻成為甘家分崩離析的引線。

## 播出時間
- 三立台灣台:2002年1月29日起，週一至週五晚間20:00-21:00首播，已在2002年6月19日播畢。
- 2002年4月1日起，改為週一至週五20:00-21:15首播。
- 三立台灣台:2002年12月10日起，週一至週五下午17:00-18:00播出，已在2003年4月28日播畢。
- 三立台灣台:2005年6月7日起，週一至週五下午17:00-18:00播出，已在2005年10月24日播畢。
- Astro歡喜台:2010年6月7日起，週一至週五下午18:00-19:00播出，已在2011年1月19日播畢。

## 演员名單
- 倪齊民飾甘天龍
- 何如芸飾王秀鑾
- 柯叔元飾甘天虎
- 謝金燕飾高淑敏
- 宋達民飾李嘉宏
- 龍劭華飾甘祿松
- 李蕙瑛飾楊春綢/楊雲雀
- 陳子強飾甘志強/甘天象
- 方岑飾郭月鳳/郭純純
- 李國超飾劉昊興
- 苗可麗飾林水仙
- 侯怡君飾劉慧君
- 江國賓飾吳木俊
- 江青霞飾陳雅玟
- 方馨飾謝美珠/葉美珠
- 高捷飾謝東霖
- 長青飾葉金樹
- 吳佳珊飾蔡花枝
- 龍天翔飾江宏達
- 玉尚飾江世民
- 于佳卉飾江惜
- 林文鈞飾高萬春
- 章永華飾李英泰
- 郁方飾李明秋
- 高玉珊飾陳滿
- 鄭安倫飾阿春
- 賀軍政飾張明雄
- 呂丞翔飾廖清泉
- 謝一良飾謝明豐

## 主題曲
片頭曲
1. 世間情（2002年1月29日-2002年3月29日）
詞曲：郭桂彬，主唱：郭桂彬、黃乙玲
2. 若沒愛你要愛誰（2002年4月1日-2002年5月14日）
作詞：李岩修，作曲：徐嘉良，主唱：黃妃
3. 沉迷（2002年5月15日-2002年6月19日）
作詞：張政群、許常德，作曲：Bruno Brugnano，主唱：李翊君

片尾曲
1. 浪子回頭（2002年1月29日-2002年5月14日）
作詞：郭桂彬，作曲：許卿耀，主唱：郭桂彬
2. 若沒愛你要愛誰（2002年5月15日-2002年6月19日）
作詞：李岩修，作曲：徐嘉良，主唱：黃妃

## 2002年重播版
片頭曲
1. 拼出頭（2002年12月10日-2003年2月28日）
詞曲：陳百潭，主唱：陳雷
2. 愛你的記號（2003年3月3日-2003年3月31日）
作詞：陳維祥、張路、珈瑋，作曲：張為，主唱：向蕙玲、王中平
3. 傷心情話（2003年4月1日-2003年4月28日）
詞曲：吳嘉祥，主唱：王瑞霞、李明育

片尾曲
1. 紅線（2002年12月10日-2003年1月10日）
詞曲：森祐士，主唱：江蕙
2. 靠站（2003年1月13日-2003年2月28日）
詞曲：陳宏，主唱：陳雷
3. 爽到你艱苦到我（2003年3月3日-2003年3月31日）
作词：李岩修，作曲：徐嘉良，主唱：蔡秋鳳
4. 愛甲無路好退（2003年4月1日-2003年4月28日）
作词：陳俊旗，作曲：金泓、陳泰山，主唱：王瑞霞

## 2005年重播版
片頭曲
1. 月娘我問你（2005年6月7日-2005年10月24日）
詞曲：洪文斌，主唱：阿吉仔

片尾曲
1. 失戀的節奏（2005年6月7日-2005年10月20日）
詞曲：洪文斌，主唱：阿吉仔
2. 歹命囝仔（2005年10月21日-2005年10月24日）
詞曲：洪文斌，主唱：阿吉仔

## 電視節目的變遷
| 三立台灣台 每週一至週五 20:00 - 21:15               | 三立台灣台 每週一至週五 20:00 - 21:15                | 三立台灣台 每週一至週五 20:00 - 21:15             |
| --------------------------------------------------- | ---------------------------------------------------- | ------------------------------------------------- |
|                                                     | 負君千行淚 （2002年1月29日－2002年6月19日）          |                                                   |
| 台灣阿誠 （2001年2月21日－2002年1月29日）           | 台灣霹靂火 （2002年6月19日－2003年7月22日）          |                                                   |
| 週一～五17:00－18:00                                |                                                      |                                                   |
| 伴阮過一生（重播） （2002年9月20日－2002年12月9日） | 負君千行淚（重播） （2002年12月10日－2003年4月28日） | 桂花巷（重播） （2003年4月29日－2003年6月9日）    |
| 週一～五17:00－18:00                                |                                                      |                                                   |
| 鐵獅玉玲瓏（重播） （2005年4月4日－2005年6月6日）   | 負君千行淚（重播） （2005年6月7日－2005年10月24日）  | 桂花巷 （重播） （2005年10月25日－2005年12月5日） |

| Astro歡喜台 每週一至週五 18:00 - 19:00   | Astro歡喜台 每週一至週五 18:00 - 19:00     | Astro歡喜台 每週一至週五 18:00 - 19:00 |
| ---------------------------------------- | ------------------------------------------ | -------------------------------------- |
|                                          | 負君千行淚 （2010年6月7日－2011年1月19日） |                                        |
| 流氓教授 （2010年3月10日－2010年6月4日） | 舊情綿綿 （2011年1月20日－2011年11月25日） |                                        |